# قاعدة الديلمي الجوية
قاعدة الديلمي الجوية هي أحد القواعد الجوية العسكرية اليمنية التابعة للقوات الجوية، وتقع على بعد 15 كم شمال مدينة صنعاء، جوار مطار صنعاء الدولي.

## القوة العسكرية
يتواجد في القاعدة اللواء الثاني طيران واللواء الرابع طيران واللواء السادس طيران واللواء الثامن طيران واللواء 110 دفاع جوي واللواء 101 دفاع جوي.